# Decarthron defectum
Decarthron defectum är en skalbaggsart som beskrevs av Park 1958. Decarthron defectum ingår i släktet Decarthron och familjen kortvingar. Inga underarter finns listade i Catalogue of Life.